# Marian Kaljouw
M.J. (Marian) Kaljouw (Bergen op Zoom, 17 juni 1956) is een Nederlands bestuurder en politica namens de Volkspartij voor Vrijheid en Democratie (VVD). Sinds 13 juni 2023 is ze lid van de Eerste Kamer. Daarvoor was ze van 1 juni 2015 tot 1 juni 2023 voorzitter van de raad van bestuur van de Nederlandse Zorgautoriteit (NZa).

## Biografie
Kaljouw heeft een professionele en wetenschappelijke carrière in de zorg. Ze groeide op in Vlissingen en begon haar loopbaan als verpleegkundige. Later studeerde ze gezondheidswetenschappen aan de Universiteit Maastricht. In 1998 promoveerde ze op een proefschrift getiteld 'Behoeften van familieleden van intensive care-patiënten'. Dit onderwerp kreeg destijds relatief weinig aandacht.

## Loopbaan
Tussen 2005 en 2012 was Kaljouw bestuursvoorzitter van de beroepsvereniging Verpleegkundigen en Verzorgenden Nederland (V&VN). Tevens was zij directeur van de Antoniusacademie van het St. Antonius Ziekenhuis in Nieuwegein en lid van de Transitiecommissie Sociaal Domein.
In 2015 werd zij benoemd tot voorzitter van de raad van bestuur van de Nederlandse Zorgautoriteit (NZa), een functie die zij bekleedde tot 1 juni 2023. Sinds 1 juli 2018 is zij tevens voorzitter van het College sanering zorginstellingen (Csz), mede in verband met een mogelijke overdracht van toezichttaken aan de NZa.
Na haar vertrek bij de NZa bleef Kaljouw actief in de zorgsector en bekleedt meerdere bestuursfuncties. Per 1 januari 2024 is zij voorzitter van NAH+, het expertisenetwerk voor niet-aangeboren hersenletsel. Sinds 1 juli 2024 is zij ook voorzitter van zowel de Long Alliantie Nederland (LAN) als het College van Deskundigen van Zelfstandige Klinieken Nederland (ZKN). Sinds oktober 2023 is Kaljouw tevens eigenaar van Kaljouw Advies in de Zorg.

## In de media
In juni 2020, tijdens de coronacrisis, sprak Kaljouw in de media uit dat de zorg te veel een verdienmodel is geworden. Behandelaars in de zorg worden te veel geprikkeld om 'productie' te leveren, zoals medisch specialisten die per verrichting betaald worden. Volgens Kaljouw kan de coronacrisis daarbij een keerpunt zijn. Kaljouw wierp bijvoorbeeld de vraag op of specialisten niet in loondienst moeten om het aantal behandelingen terug te dringen.

## Politiek
Kaljouw was de derde kandidaat bij de Eerste Kamerverkiezingen 2023 namens de VVD. Op 13 juni 2023 werd ze geïnstalleerd als Eerste Kamerlid.
Op 15 en 16 januari 2024 was Kaljouw woordvoerder namens de VVD-fractie in het debat in de Eerste Kamer over het voorstel tot een Spreidingswet, het wetsvoorstel dat gemeenten naast het Rijk de wettelijke taak geeft om asielopvangvoorzieningen te bieden, waarbij een verdeelsleutel moet leiden tot een evenwichtiger spreiding van asielzoekers over het land. Terwijl de VVD-fractie in de Tweede Kamer tegen het wetsvoorstel had gestemd, gaf Kaljouw aan dat haar fractie op basis van een belangenafweging had besloten het wetsvoorstel dat namens het kabinet was verdedigd door partijgenoot staatssecretaris Eric van der Burg te steunen. De gespleten opstelling van de VVD leidde tot spanning in de coalitie-onderhandelingen over een nieuw kabinet.
Pim van Ballekom · Jan Anthonie Bruijn · Marian Kaljouw · Tanja Klip-Martin · Marjolein van der Linden · Henk Jan Meijer · Koen Petersen · Cees van de Sanden · Karin Straus · Rian Vogels
- Parlement.com: vm08bkr8gsic